# Kim Eric Drexler
Pour les articles homonymes, voir Drexler.
Kim Eric Drexler (né le 25 avril 1955 à Oakland en Californie) est un ingénieur américain connu pour avoir popularisé la nanotechnologie.

## Biographie
Fortement influencé par les théories exprimées dans le rapport Halte à la croissance ? au début des années 1970, Drexler commence ses études au Massachusetts Institute of Technology (MIT) en effectuant des recherches et en publiant plusieurs articles sur la colonisation spatiale sous la direction du docteur Gerard O'Neill avec qui il travaille également sur le concept d'accélérateur de particules.
Drexler travaille pendant les étés 1975 et 1976 avec la NASA où il fabrique des films métalliques épais seulement de quelques dizaines de nanomètres pour démontrer les possibilités d'une voile solaire.
À la fin des années 1970, il développe ses premiers concepts liés à la nanotechnologie. En 1979, il prend connaissance du texte de la célèbre conférence de Richard Feynman de 1959 Plenty of Room at the Bottom. Plus tard, en 1986, il publie un ouvrage Engines of Creation: The Coming Era of Nanotechnology dans lequel il revendique par erreur la paternité du terme nanotechnologie. Ce terme est en réalité introduit en 1974 déjà par le professeur Norio Taniguchi de Tokyo qui l'utilise pour décrire la fabrication de matériaux de précision. Cependant, dans ce livre, il décrit pour la première fois un phénomène de fin du monde hypothétique appelé Grey goo, provoqué par la perte de contrôle d'une molécule théorique capable d'auto-reproduction. 
Le Docteur Drexler obtient quatre diplômes du MIT:
- un baccalauréat en sciences en 1977 ;
- une maîtrise en ingénierie aérospatiale en 1979 ;
- deux doctorats, l'un en architecture et l'autre du MIT Media Lab en 1991.

Sa seconde thèse de doctorat, la première sur la nanotechnologie, est publiée en 1992 sous le nom de "Nanosystems: Molecular Machinery, Manufacturing and Computation". Cet ouvrage reçoit le prix de la meilleure publication scientifique 1992 par l'Association of American Publishers.
L'une des principales restrictions liées à la nanotechnologie est la difficulté à créer des machines à l'échelle atomique. L'une des premières idées sur le sujet de Drexler était de créer un assembleur, à savoir une nano-machine consistant en un bras relié à un ordinateur qui pourrait être programmé pour construire d'autres nano-machines et en particulier une réplique de lui-même à une taille inférieure. Cependant, l'impossibilité de construire cet assembleur l'empêche de poursuivre sur cette voie.
Drexler et Christine Peterson (sa femme à l'époque), fondent en 1986 le Foresight Institute gouverné par la mission suivante : 
«  Anticiper l'avènement de la nanotechnologie : L'objectif de l'Institut Foresight (prévoyance) est d'encadrer les technologies émergentes afin qu'elles servent à l'amélioration de la condition humaine. Foresight fait porter tous ses efforts sur la nanotechnologie, qui permettra bientôt de construire des matériaux et des produits avec une précision atomique; l'institut s'intéresse aux systèmes qui faciliteront l'échange d'informations et les discussions fondamentales, permettant ainsi d'améliorer la prise de décision dans le domaine public mais aussi privé. »
En 2005, cette déclaration est modifiée pour devenir : 
«  Foresight’s new mission is to ensure the beneficial implementation of nanotechnology. Foresight is accomplishing this by providing balanced, accurate and timely information to help society understand and utilize nanotechnology through public policy activities, publications, guidelines, networking events, tutorials, conferences, roadmaps and prizes. »
En août 2005, Drexler est engagé par la compagnie Nanorex (fabriquant des logiciels pour l'industrie nanotechnologique et basée dans l'État du Michigan) comme Chief Technical Advisor. La société indique sur son site web la publication de leur premier logiciel appelé nanoENGINEER-1 pour 2006.
Le travail de Drexler sur la nanotechnologie a été critiqué comme naïf par le Prix Nobel Richard Smalley dans un article paru en 2001, mettant en évidence certaines impossibilités physiques de son assembleur qui, selon lui ne pourrait fonctionner que dans l'eau. Finalement, un débat entre les différents intervenants a été organisé en décembre 2004.

## Influence sur la science-fiction
Drexler a eu une influence importante sur la science-fiction en vulgarisant les nanotechnologies et en esquissant des scénarios pour l'avenir. L'Âge de diamant, roman de Neal Stephenson, s'inspire de son assembleur moléculaire (pour l'anecdote, Drexler apparaît comme l'un des héros du roman). Le roman de Michael Crichton, La Proie, s'inspire directement de ses travaux. Luc Besson s'est inspiré de sa machine, dans une scène dans Le Cinquième Élément, film français de science-fiction, sorti en 1997.

## Publications
- Engines of Creation, 1986 
  - Disponible sur Engines of Creation - K. Eric Drexler
- Unbounding the Future, 1991 avec Chris Peterson et Gayle Pergamit,   (ISBN 0-688-12573-5)
  - Disponible sur Unbounding the Future: the Nanotechnology Revolution
- Engines of Creation 2.0: The Coming Era of Nanotechnology - Updated and Expanded,K. Eric Drexler,647 pages, (February 2007) - fulltext sur Wowio
- Radical Abundance: How a Revolution in Nanotechnology Will Change Civilization, PublicAffairs (en), mai 2013,  (ISBN 978-1-6103-9113-9)

## Sources

### Livres et articles sur Eric Drexler
- Great Mambo Chicken and the Transhuman Condition par Ed Regis.  (ISBN 0-201-56751-2)
- Nano: The Emerging Science of Nanotechnology par Ed Regis.  (ISBN 0-316-73852-2)
- "The Incredible Shrinking World of Eric Drexler": Red Herring Interview par Anthony B. Perkins